# Paul Gibiard
Paul Gibiard (La Bégude-de-Mazenc, 17 novembre 1878 – ...) è stato un ginnasta francese.
Partecipò ai Giochi olimpici del 1900 di Parigi dove arrivò trentasettesimo nella gara degli esercizi combinati assieme a Jules Lecoutre.